# كينيث كولي
كينيث كولي (بالإنجليزية: Kenneth Colley) هو ممثل بريطاني، ولد في 7 ديسمبر 1937 بمانشستر في المملكة المتحدة.

## أعمال

### أفلام
- (1967) كيف ربحت الحرب
- (1973) الأيام العشر الأخيرة
- (1980) الإمبراطورية تعيد الضربات[7][8][9]
- (1982) فايرفوكس[10]
- (1983) عودة الجيداي[11]
- (1990) انتدبت قاتل بعقد[12]
- (1992) حياة البهيمي[13]

## وصلات خارجية
- كينيث كولي على موقع IMDb (الإنجليزية)
- كينيث كولي على موقع ألو سيني (الفرنسية)
- كينيث كولي على موقع أول موفي (الإنجليزية)
- كينيث كولي على موقع قاعدة بيانات الأفلام السويدية (السويدية)
- كينيث كولي على موقع قاعدة بيانات الفيلم (الإنجليزية)
- كينيث كولي على موقع كينوبويسك (الروسية)